# Bilanzsprungrisiko
Das Bilanzsprungrisiko betrifft in Unternehmen ein Finanzierungsrisiko bei der Bilanzposition der Pensionsrückstellungen und ist zurückzuführen auf die steuerlichen Rahmenbedingungen einer Direktzusage im Rahmen betrieblicher Altersversorgungen.

## Allgemeines
Es gibt zwei Arten der Realisierung derartiger Finanzierungsrisiken. Einerseits kann ein Auffüllungsrisiko, andererseits ein Auflösungsrisiko bei Pensionsrückstellungen eintreten. Entweder ist eine Pensionsrückstellung auf den vollen versicherungsmathematischen Barwert anzuheben oder vollständig aufzulösen. Da Rückstellungen in der Bilanz (ausgewiesen dort als passiviertes Fremdkapital) ratierlich aufgebaut werden (Teilwerte) ist ein Bilanzsprung umso größer, je früher der Versorgungsfall eintritt (z. B. Invalidität des  Arbeitnehmers). Dies kann zur bilanziellen Überschuldung des Unternehmens führen (sog. Bilanzsprungrisiko).

## Auffüllungsrisiko
Scheidet der versorgungsberechtigte Arbeitnehmer mit unverfallbaren Anwartschaften aus dem Unternehmen aus, oder tritt der Versorgungsfall vorzeitig ein, muss der Betrieb sofort Pensionsrückstellungen in Höhe des Barwertes der Versorgung bilden. Bei Eintritt des Versorgungsfalles ist der Barwert stets am höchsten. Die Auffüllung auf den Barwert der Verpflichtung (§ 6a Abs. 3 Ziff. 2 EStG) hat am Ende des Geschäftsjahres zu erfolgen. Die Differenz zwischen dem Buchwert der Pensionsrückstellung und dem Barwert ist das so genannte Auffüllungsrisiko.
Das Hauptproblem besteht regelmäßig darin, dass der zugeflossene Cashflow in der Regel nicht ausreichen wird, um die Verpflichtung in vollem Umfang auszufinanzieren. Erfolgt die Auffüllung zudem in einem ertragsschwachen Jahr, so können die Ertragsteuerersparnisse (Körperschaftsteuer, Gewerbesteuer) nicht in diesem Jahr realisiert werden. Da weiterhin die fällig werdende Rentenleistung (etwa eine Berufsunfähigkeitsrente) zu einer sofortigen zusätzlichen Belastung der Gewinnsituation führt, mindert sich die Bonität des Unternehmens.

## Auflösungsrisiko
Stirbt der Arbeitnehmer (und hat keine Hinterbliebenen) beispielsweise kurz vor Rentenbeginn, sind regelmäßig hohe Teilwerte zur Altersversorgung in die Bilanz eingestellt, nahezu auf Höhe des Altersrentenbarwerts. Dieser muss sofort aufgelöst werden, woraus eine erhebliche Gewinnerhöhung und damit Steuerbelastung für das bilanzierende Unternehmen resultiert. Trotz gleichzeitig eintretender Erhöhung des Eigenkapitals und damit der unternehmerisch oft gewünschten Eigenkapitalquote, verringert sich die Liquidität. Die aufzulösende Pensionsrückstellung kann nicht auf einen anderen Arbeitnehmer übertragen werden, selbst wenn bei diesem ein Rückstellungsfehlbetrag besteht.

## Schutzmaßnahmen
Bilanzsprungrisiken sind vom Unternehmen in der Liquiditätsplanung zu berücksichtigen. Durch den Aufbau eines Kapitalstocks, beispielsweise mittels Abschluss einer (kongruenten, d. h. die Versorgungsleistung 1:1 abdeckenden) Rückdeckungsversicherung, Besparung eines Sparbuchs oder Einzahlung von Geldern in einen Fonds zugunsten des versorgungsberechtigten Arbeitnehmers kann das Risiko vermieden werden.